# کایوت (کالیفرنیا)
کایوت (به انگلیسی: Coyote) یک منطقهٔ مسکونی در ایالات متحده آمریکا است که در شهرستان سانتا کلارا، کالیفرنیا واقع شده‌است.